# Andrzej (książę drucki)
Andrzej (zm. 12 lub 16 sierpnia 1399 w bitwie nad Worsklą). Był synem kniazia Dymitra Wasylewica Druckiego i Anastazji, córki Olega Riazańskiego oraz pasierbem Korybuta Dymitra. Zginął w bitwie nad Worsklą. Z małżeństwa z nieznaną bliżej kobietą pozostawił dwóch synów, którzy posiadali dobra w dystryktach krewskim i świsłockim.